# لومونوسوو (استان آرخانگلسک)
لومونوسوو (به لاتین: Lomonosovo) یک منطقهٔ مسکونی در روسیه است که در استان آرخانگلسک واقع شده‌است.